# Превар Олександр Петрович
Олександр Петрович Превар (нар. 28 червня 1990, Вінниця, УРСР) — український шосейний велогонщик, який виступає на професіональному рівні з 2010 року. Двічі бронзовий призер чемпіонатів України в гонках з роздільним стартом, переможець «Гран-прі Одеси» та Race Horizon Park, учасник світових та європейських першостей в складі української національної збірної, багатоденних гонок вищої категорії «Тур озера Цинхай», «Тур Хайнань» і ін.

## Життєпис
Олександр Превар народився 28 червня 1990 року в місті Вінниця Української РСР.
Дебютував на професіональному рівні в 2010 році в складі київської континентальної команди Kolss Cycling Team. У дебютному сезоні відзначився виступами в таких гонках як «Гран-прі Адигеї», «Кубок мера», «Гран-прі Москви», «П'ять кілець Москви», «Тур Румунії», повністю проїхав багатоденну гонку вищої категорії «Тур озера Цинхай».
У 2011 році здобув перемогу на першому етапі «Тижня велоспорту в Одесі», виграв другий етап гонки «Ялтинська весна», посів четверте місце в генеральній класифікації «Тура Секейского краю», став дев'ятим на «Гран-прі Адигеї». Побував на шосейних чемпіонатах Європи та світу.
У 2012 році переміг на одному з етапів «Велотур Сібіу» (командна гонка з роздільним стартом), взяв участь в багатоденці вищої категорії «Тур Хайнань», став п'ятнадцятим на Кубку націй в Італії.
На шосейному чемпіонаті України 2016 завоював бронзову медаль, поступившись в індивідуальній гонці з роздільним стартом тільки Андрію Василюку і Андрію Хрипту. Потрапивши в основний склад української національної збірної, виступив на чемпіонаті Європи в Плюмелеке, де зайняв в груповій гонці 67 місце. Також відзначився перемогою на «Гран-прі Одеси», взяв участь в «Турі озера Цинхай» і «Туре Хайнань».
У 2017 році знову став бронзовим призером української національної першості в індивідуальній обробленні, пропустивши вперед Олександра Поливоду та Андрія Василюка. Виграв гонку Race Horizon Park в Києві, оккрім «Тура озера Цинхай» і «Тура Хайнань» цього разу проїхав на ще декілька великих гонок в Китаї, зокрема «Тур озера Тайху» і «Тур Фучжоу».
Коли Kolss припинив своє існування, в 2018 році Олександр Превар став членом румунської континентальної команди Team Novak.